# Rhodophiala advena
Rhodophiala advena är en amaryllisväxtart som först beskrevs av Ker Gawl., och fick sitt nu gällande namn av Hamilton Paul Traub. Rhodophiala advena ingår i släktet Rhodophiala och familjen amaryllisväxter. Inga underarter finns listade i Catalogue of Life.

## Bildgalleri

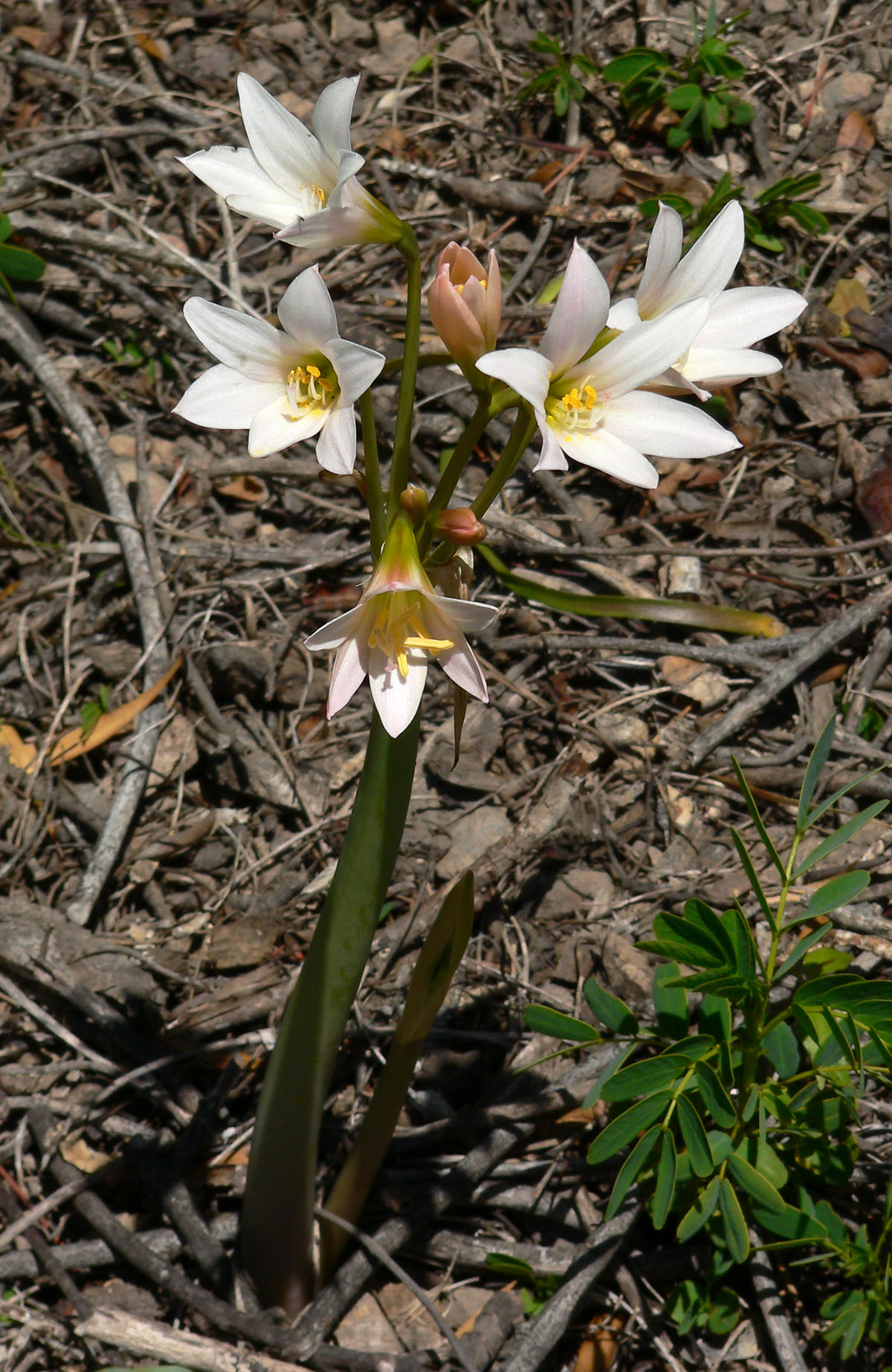
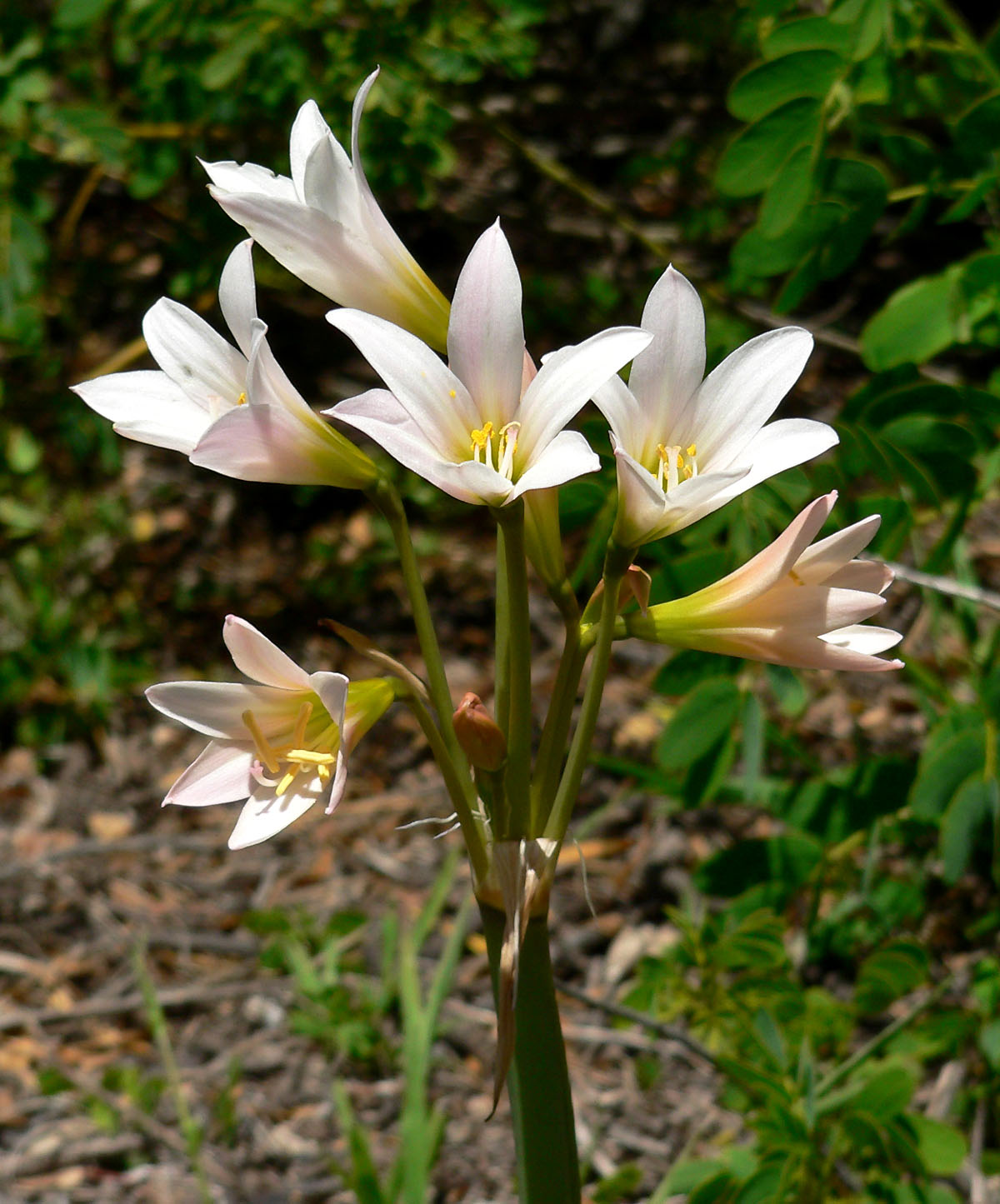
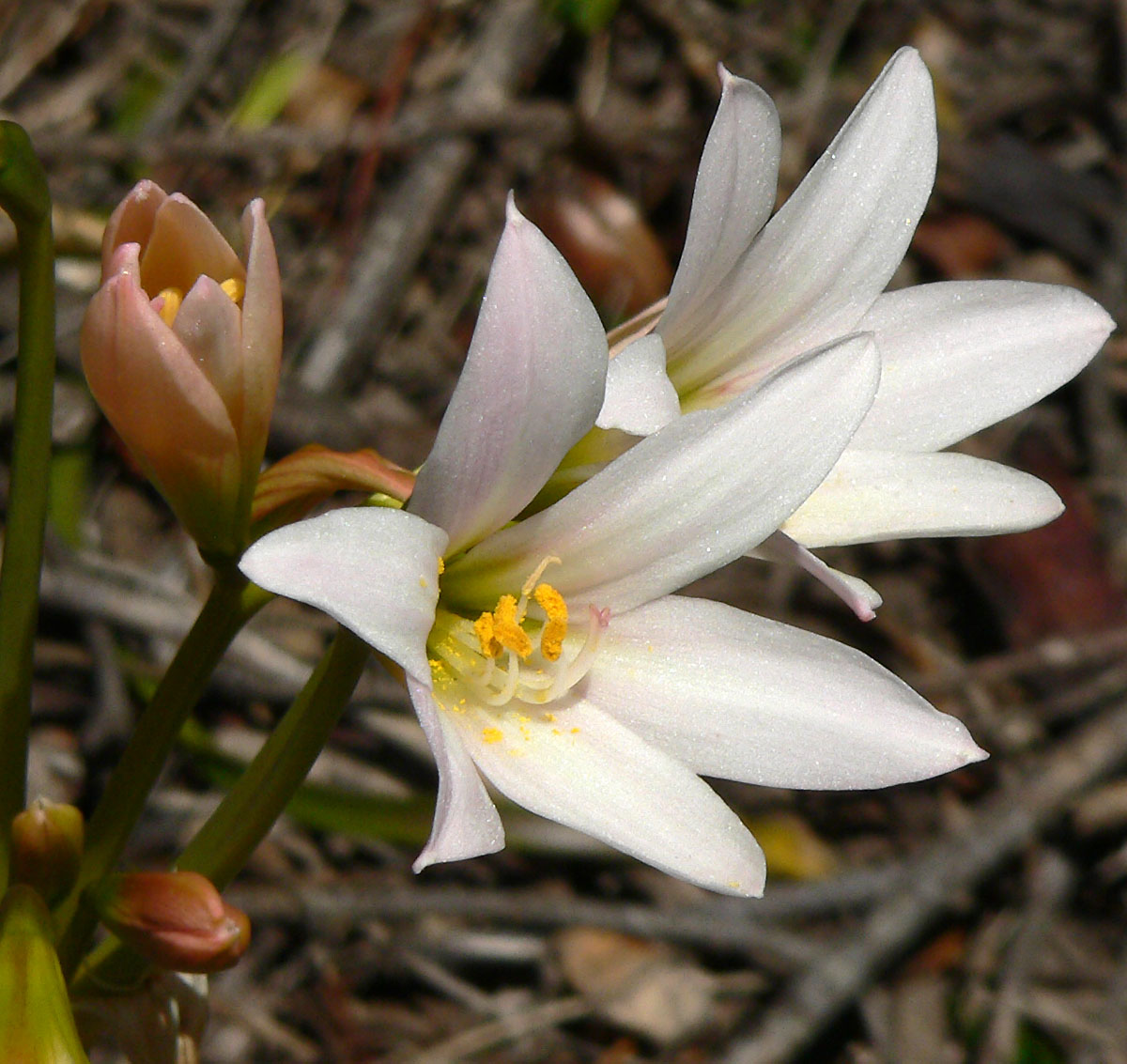
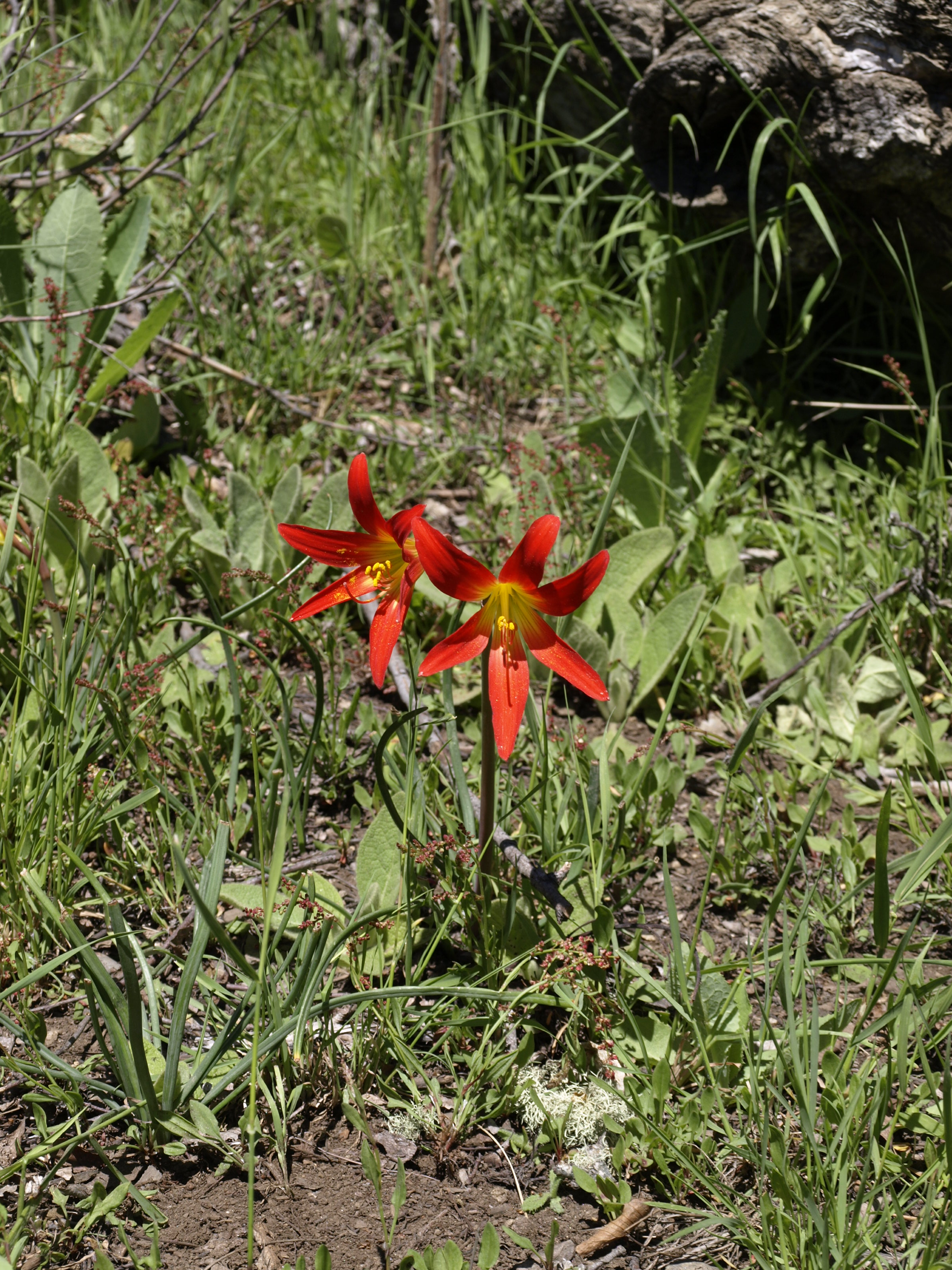